# Liste de phobies
Les suffixes français -phobie, -phobique, -phobe (du grec ancien φόβος / phóbos, φοβία / phobía) sont utilisés en tant qu'usage technique dans la psychiatrie pour construire des mots décrivant des peurs irrationnelles comme étant des troubles psychiatriques (ex. agoraphobie), dans la chimie décrivant des aversions chimiques (hydrophobie), en biologie décrivant des organismes intolérants à certaines conditions (ex. halophobie), et en médecine hypersensibles à des stimuli plus ou moins intenses (ex. photophobie).
Cet article présente une liste de phobies non exhaustive, dans une approche phénoménologique, descriptive et comportementaliste.

## Phobies au sens psychologique du terme
(par ordre alphabétique)
Certaines sont de véritables phobies, au sens psychiatrique du terme, pour d'autres, il s'agit surtout de réaction de peur ou d'appréhension. Certains sont inventées et n'ont jamais fait l'objet d'observation. La plupart de ces termes sont d'un emploi rarissime, voire inexistant, et sont à considérer comme des curiosités lexicales. Sont alors observés :
- des peurs irrationnelles, excessives, mais que la personne parvient à maîtriser ;
- des phobies proprement dites, ce qui veut dire que la confrontation déclenche une angoisse majeure, un état de panique, que le patient commence à éviter tout ce qui pourrait lui déclencher une crise. En dehors des crises, et s'il n'y a pas de confrontation prévue avec l'objet de sa peur, il n'existe pas de symptôme ;
- enfin, ces symptômes peuvent être vécus sur un mode obsessionnel, et faire l'objet de ruminations douloureuses permanentes, que rien ne vient rassurer, la souffrance psychique est alors constante (exemple : la cancérophobie : aucun examen médical ne parvient à rassurer le patient sur le fait qu'il n'est pas malade) ; ils peuvent enfin s'intégrer à d'autres troubles psychiatriques.

### A
- Ablutophobie – Peur de se noyer[2].
- Acarophobie – Peur des parasites de la peau, des acariens[3].
- Achluophobie – Peur de l'obscurité et du noir.
- Achmophobie/Aichmophobie – Peur des objets pointus (aiguilles, ciseaux, couteaux, seringues par exemple).
- Acrophobie – Peur des hauteurs ; s'accompagne souvent de vertiges.
- Administrativophobie – Peur des relations avec l'administration et des courriers administratifs[4].
- Ailurophobie – Peur des chats.
- Aérodromophobie – Peur de l'avion, des voyages en avion[5].
- Aérophobie – Peur de l'air et du vent[6].
- Affectophobie – Peur de montrer ses émotions[7].
- Agoraphobie – Peur des espaces publics et, par extension, de la foule ; plus généralement, des espaces où la fuite est rendue difficile (foule, mais aussi lieux déserts).
- Alektorophobie – Peur des poulets[réf. nécessaire].
- Algophobie – Peur de la douleur.
- Alopophobie[réf. nécessaire] – Peur de se dégarnir ou peur des chauves[8].
- Amatophobie – Peur de la poussière[9].
- Amaxophobie – Peur de conduire[10],[11],[12], peur des véhicules[13],[14] ou d'être dans un véhicule[15],[16], peur des automobiles[17].
- Anginophobie – Peur de l’étouffement, notamment par des angines de poitrine.
- Angrophobie – Peur de se mettre en colère[11],[18].
- Anthelmophobie – Peur des vers[19].
- Anthropophobie – Peur des gens ou d'être en leur compagnie, une forme de phobie sociale[20].
- Anuptaphobie – Peur du célibat[21].
- Apéirophobie – Peur de l'infini[22], classée aussi comme une obsession[23].
- Apiphobie – Peur des abeilles ; par extension, peur des insectes possédant un dard ou pouvant piquer.
- Apopathodiaphulatophobie – Peur d'être constipé[24] ou de la constipation en elle-même[25].
- Apopatophobie – Peur d'aller à la selle[26],[27].
- Aquaphobie – Peur de l’eau[28].
- Arachibutyrophobie – Peur d'avoir du beurre de cacahuètes collé au palais[29].
- Arachnophobie – Peur des arachnides.
- Arctophobie – Peur des ours[réf. nécessaire].
- Arithmophobie – Peur des chiffres, des nombres[30].
- Ascensumophobie - Peur des ascenseurs[31].
- Astraphobie – Peur du tonnerre.
- Atélophobie – Peur de l'imperfection, de ne jamais être assez bien[32].
- Athazagoraphobie – Peur d'être oublié ou ignoré[33], ainsi que la peur d'oublier[34][réf. à confirmer].
- Atychiphobie – Peur de l’échec.
- Automysophobie – Peur d'être sale, de sentir mauvais[35], lié à « Mysophobie ».
- Autophobie – Peur de la solitude[36].
- Aviophobie – Peur de prendre l'avion[37].

### B
- Bacillophobie – Voir Mysophobie[38],[39].
- Bananaphobie – Peur des bananes[40].
- Basophobie – Peur de marcher ou de tomber en marchant[41].
- Bélénophobie – Peur des aiguilles et plus spécialement des seringues.
- Blemmophobie – Peur du regard des autres (porté notamment sur le corps)[42].
- Brontophobie – Peur du tonnerre et des tempêtes[43].

### C
- Cancérophobie – Peur du cancer[44].
- Cardiophobie – Peur du cœur ou peur d'un développement d'une maladie cardiovasculaire.
- Carminophobie - Peur d'avoir des gaz ou de lâcher un vent[45].
- Carpophobie – Peur des fruits[46].
- Catapédaphobie – Peur de sauter[17].
- Cherophobie – Peur de la joie[47].
- Chiroptophobie – Peur des chauves-souris[réf. nécessaire].
- Chlorophobie – Peur du vert[48].
- Claustrophobie – Peur des espaces confinés[49].
- Climacophobie – Peur des escaliers[50].
- Coïmetrophobie - Peur des cimetières[51].
- Coulrophobie – Peur des clowns[52].
- Chronophobie – Peur du temps[53].
- Cuniculophobie – Peur des lapins[réf. nécessaire].
- Cyanophobie – Peur du bleu[54].
- Cynophobie – Peur des chiens.

### D
- Dentophobie – Peur du dentiste[17].
- Dysmorphophobie – Trouble mental caractérisé par une idée obsessive qu'une partie de son corps, voire son corps au complet, est rempli de défauts.

### E
- Électrophobie – Peur de l'électricité, par extension, intolérance aux champs magnétiques.
- Émétophobie – Peur de vomir.
- Entomophobie – Peur des insectes[réf. nécessaire].
- Epistaxiophobie – Peur des saignements de nez.
- Équinophobie/Hippophobie – Peur des chevaux, des équidés.
- Éreutophobie/Érythrophobie – Peur de rougir en public.
- Ergophobie (en) – Peur de travailler.
- Érythrophobie/Éreutophobie – Peur de rougir. Peur du rouge (non lexicalisé).

### F
- Fibulanophobie – Peur irrationnelle des boutons de vêtements[réf. nécessaire].

### G
- Géphyrophobie – Peur des ponts (ou de traverser les ponts).
- Gérascophobie (en) - Peur de vieillir[55].
- Glossophobie – Peur de parler en public.
- Gymnophobie – Peur de la nudité.
- Globophobie   – Peur des ballons de baudruche ou du bruit qu'ils font quand ils explosent[réf. nécessaire].

### H
- Halitophobie – Peur d'avoir mauvaise haleine[56].
- Haptophobie – Peur d'être touché.
- Héliciphobie - Peur des escargots et des limaces[57].
- Hématophobie – Peur du contact et de la vue du sang.
- Herpétophobie – Peur des reptiles ou amphibiens.
- Hodophobie - Peur des voyages[58],[59].
- Hydrophobie/Aquaphobie – Peur morbide de l'eau.
- Hylophobie – Peur des forêts.
- Hypégiaphobie – Peur des responsabilités[réf. nécessaire].

### I
- Ichthyophobie – Peur des poissons[réf. nécessaire].

### K
- Kabourophobie - Peur des crabes[60].
- Kénophobie – Peur du noir, de l'obscurité[61], voir « Nyctophobie » plus bas.
- Kéraunophobie – Crainte morbide de la foudre et des orages[35].

### L
- Laxophobie – Peur d’être pris de diarrhées impérieuses en public, en dehors de chez soi, et de ne pas arriver à se retenir.
- Lépidophobie - Peur des papillons[réf. nécessaire].
- Leucosélidophobie, Leucosélophobie – Peur de la page blanche (blocage de l'écrivain)[62].
- Lilapsophobie - Peur des tornades, considérée comme une forme très sévère d'astraphobie (la peur du tonnerre).

### M
- Maskaphobie – Peur des masques[63].
- Musophobie – Peur des souris[64] ou rats.
- Myrmécophobie – Peur des fourmis[réf. nécessaire].
- Mysophobie – Peur de la saleté, de la contamination par les microbes.
- Mythophobie - Crainte des contes et légendes[65].

### N
- Nanopabulophobie – Peur des nains de jardin à brouette[66], vus comme des créatures maléfiques.
- Natalophobie – Peur de Noël[67].
- Nécrophobie – Peur des cadavres[68].
- Néophobie – Peur de l'inédit.
- Néophobie alimentaire – Peur de manger ou d’essayer de manger de nouveaux mets.
- Nomophobie – Peur d'être séparé de son téléphone portable[69]. Cette phobie désignerait aussi la peur excessive des lois.
- Nosocomephobie – Peur des hôpitaux, cliniques et centres de soin en général.
- Nosophobie – Peur de la maladie, d'être malade[70].
- Nudophobie/Gymnophobie – Peur ou réprobation de la nudité humaine.
- Nyctophobie — Peur irrationnelle du noir ou d’être dans le noir.

### O
- Ocaphobie - Peur des oies[réf. nécessaire].
- Ochlophobie/Démophobie – Peur de la foule.
- Octophobie - Peur des poulpes/pieuvres[réf. nécessaire].
- Odontophobie – Peur du chirurgien dentiste ou des soins bucco-dentaires[71].
- Oikophobie - Aversion pour le milieu familial, de la maison ou du contenu d'une maison et par extension, désir de voyager, haine de sa propre culture — si considéré comme l'antithèse de xénophobie — ou de l'occident (usage suggéré par Roger Scruton).
- Ombrophobie - Peur de la pluie[72].
- Ophiophobie (ou ophidiophobie) – Peur des serpents.
- Ornithophobie – Peur des oiseaux[réf. nécessaire].
- Ostraconophobie – Peur des crustacés[réf. nécessaire]

### P
- Pantophobie – Peur de tout[73].
- Pédiophobie – Peur des poupées[74].
- Pédophobie – Peur des enfants[75],[76].
- Péniaphobie – Peur de la pauvreté[77].
- Pharmacophobie – Peur des médicaments[78].
- Phasmophobie – Peur des fantômes[79].
- Phobie de type sang-injection-blessure – Sous-type de phobies spécifiques classifié dans le DSM-IV.
- Phobie sociale – Peur des ou de certaines situations sociales.
- Phobophobie – Peur de la peur[80].
- Podophobie - Peur des pieds[81].
- Pyrophobie – Peur du feu[82].

### R
- Radiophobie - Peur des radiations[83].

### S
- Scatophobie - Peur exagérée des excréments[84].
- Scopophobie – Peur d’attirer l’attention sur soi en public[85].
- Sélénophobie – Peur de la Lune[86].
- Somniphobie – Peur de dormir[87],[88],[89],[90].
- Spectrophobie – Peur des miroirs[91].
- Squalophobie – Peur des requins[réf. nécessaire].
- Stasophobie – Peur d'avoir à rester debout[92].
- Submécanophobie - Peur des objets construits par l'Homme totalement ou partiellement immergés sous l'eau.

### T
- Taphophobie - Peur des tombes ou d'être enterré vivant[51].
- Téléphonophobie – Peur de passer ou de prendre des appels téléphoniques.
- Thalasophobie (ou thalassophobie) - Peur des fonds marins et des grandes masses d'eau[93].
- Thanatophobie – Peur de la mort.
- Tocophobie – Peur d'accoucher.
- Trypophobie – Peur des trous[94].

### V
- Votaphobie – Peur des factures[95].

### X
- Xanthophobie – Peur du jaune[96].
- Xénoglossophobie - Peur des langues étrangères[97],[98].

### Z
Zoophobie - Peur irrationnelle d'un animal ou d'un insecte.

## Affections non psychologiques
- Hydrophobie rabique – Peur morbide de l'eau, en tant que symptôme de la rage.
- Osmophobie – Hypersensibilité aux odeurs.
- Phonophobie – Hypersensibilité au son.
- Photophobie – Hypersensibilité à la lumière.

## Superstitions
- Hexakosioihexekontahexaphobie – Peur du nombre 666[99].
- Paraskevidékatriaphobie – Peur du vendredi 13.
- Tétraphobie – Peur du chiffre 4.
- Triskaïdékaphobie – Peur du nombre 13.

## Discriminations
Le suffixe -phobie est utilisé pour suggérer quelque sentiment particulier d'anti-ethnicité ou anti-démographique, par exemple américanophobie, europhobie, francophobie et hispanophobie. Souvent un synonyme avec le préfixe « anti- » est dénoté (ex. antiaméricanisme). Des sentiments antireligieux sont exprimés par des termes tels que christianophobie et islamophobie. Souvent, les termes eux-mêmes peuvent être considérés comme racistes, par exemple « négrophobie »[réf. nécessaire]. Le terme opposé en -philie peut exister ou non, parfois en suffixe (francophilie), parfois en préfixe, comme dans le mot philosémite. Ces discriminations incluent (liste non exhaustive) :

### Discriminations liées à l'origine, la nationalité ou l'ethnie
- Américanophobie - Hostilité et discrimination envers les Américains.
- Anglophobie - Hostilité et discrimination envers les Anglais.
- Arabophobie - Hostilité et discrimination raciale ethnophobe envers les Arabes.
- Belgophobie - Hostilité et discrimination envers les Belges[réf. nécessaire].
- Ethnophobie - Discrimination raciale envers les personnes pour leur ethnie[réf. nécessaire].
- Francophobie - Hostilité et discrimination envers les Français.
- Germanophobie - Hostilité et discrimination envers les Allemands.
- Glottophobie -  Discrimination basée sur certains traits linguistiques[100].
- Hispanophobie - Hostilité et discrimination envers les Espagnols.
- Nippophobie – Hostilité et discrimination envers les Japonais[101].
- Romophobie - Hostilité et discrimination envers les Roms.
- Roumanophobie - Hostilité et discrimination envers les Roumains.
- Russophobie - Hostilité et discrimination envers les Russes.
- Sinophobie - Hostilité et discrimination envers les Chinois.
- Ukrainophobie - Hostilité et discrimination envers les Ukrainiens.
- Wallophobie - Hostilité et discrimination envers les Wallons[102].
- Xénophobie - Hostilité  et discrimination à ce qui est étranger (autre pays ou autre continent).

### Discriminations liées à la religion ou autre croyance ou pensée
- Athéophobie ou anti-athée - Critique, méfiance, hostilité, discrimination, répression et/ou persécution envers les athées et les non-croyants.
- Christianophobie - Critique, opposition, méfiance, hostilité, discrimination, répression et/ou persécution du christianisme.
- Islamophobie - Peur ou crainte de l'islam, hostilité, discrimination, répression et/ou persécution envers l'islam et les musulmans.
- Judéophobie - Désigne des formes d'opposition et de discrimination à la communauté juive, de l'antisémitisme en passant par l'antijudaïsme.
- Technophobie - Peur ou rejet du progrès scientifique et technologique.
- Végéphobie - Mépris, hostilité, haine, répression et discrimination envers les personnes végétariennes.

### Discriminations liées à l’orientation sexuelle ou au genre
- Acephobie – Peur, rejet ou discrimination des personnes asexuelles[103] et l'asexualité.
- Biphobie – Attitude de peur, discrimination, ou une haine des personnes bisexuelles et la bisexualité.
- Hétérophobie (dans l'un des deux sens de ce mot) – Mépris, rejet ou haine envers des personnes, des pratiques ou des représentations hétérosexuelles et l'hétérosexualité.
- Homophobie – Mépris, rejet, discrimination, répression envers des personnes, des pratiques ou des représentations homosexuelles et l'homosexualité.
- Lesbophobie – Hostilité, discrimination envers les lesbiennes et le lesbianisme.
- Transphobie – Mépris, rejet, discrimination, répression envers des personnes trans et la transidentité.
- Gynéphobie ou gynécophobie – Sentiment de mépris ou d'hostilité à l'égard des femmes, discrimination sexiste envers les personnes féminines.
- Androphobie – Sentiment de mépris ou d'hostilité à l'égard des hommes, discrimination sexiste envers les personnes masculines.

### Discrimination liée à l'âge
- Gérontophobie – Mépris, hostilité, haine, répression et discrimination, peur ou rejet des personnes âgées.
- Ephébiphobie – Mépris, hostilité, haine, répression et discrimination, peur ou rejet des adolescents.
- Pédophobie – Mépris, hostilité, haine, répression et discrimination, peur ou rejet des enfants.

### Discriminations liées à la maladie et au handicap
- Sérophobie – Discrimination envers les personnes porteuses du VIH.
- Psychophobie – Forme de discrimination et d'oppression à l'encontre d'un trouble psychique ou d'une personne présentant un trouble psychique.
- Handicapophobie – Aversion, traitement défavorable contre les personnes vivant un handicap, physique ou mental.
- Grossophobie – Mépris, rejet et discrimination des personnes en surpoids.

## Biologie et chimie
Les biologistes utilisent les suffixes -phobie / -phobe pour décrire des comportements ou prédispositions de plantes et d’animaux dans certaines conditions.
- Acidophobie / Acidophobe – Préférence aux conditions non-acides.
- Chemophobie – Sensibilité aux produits chimiques.
- Héliophobie – Sensibilité à la lumière du soleil.
- Hydrophobie – Capacité à repousser l'eau ou à être insoluble dans l’eau.
- Lipophobie – Sensibilité aux corps gras[104].
- Myrmécophobie – Action répulsive de plantes vis-à-vis des fourmis.
- Photophobie – Réponse phototropiste, ou tendance à rester hors de la lumière.
- Thermophobie – Sensibilité à la chaleur[105].

## Phobies fictives
- Eibohphobie – Peur des palindromes[106] (« aibohphobia » dans d’autres langues[107]), le mot étant lui-même un palindrome.
- Hippopotomonstrosesquippedaliophobie - Peur des mots longs, dérivé de l'anglais hippopotomonstrosesquipedaliophobia est apparu pour la première fois dans la cinquième saison de l'émission britannique Brainiac : Science Abuse, en 2007, dans la bouche du présentateur Jon Tickle.

Le dessinateur humoristique Gary Larson a inventé plusieurs phobies imaginaires. Le jeu de rôle L'Appel de Cthulhu a donné une place importante aux phobies dans son système de jeu : ce sont en effet des signes importants de la détérioration mentale des personnages à mesure qu'ils affrontent des dangers de plus en plus horrifiques. on y trouve notamment :
- Anatidaephobie – « Peur que quelque part, d'une façon ou d'une autre, un canard vous observe »[108].
- Luposlipaphobie – « Crainte excessive d'être poursuivi par des loups autour d'une table de cuisine sur le parquet fraîchement ciré en ne portant que des chaussettes aux pieds »[109],[110].